# Nazionale maschile di pallavolo della Spagna
La nazionale maschile di pallavolo della Spagna è una squadra europea composta dai migliori giocatori di pallavolo della Spagna ed è posta sotto l'egida della Federazione pallavolistica della Spagna.

## Rosa
Segue la rosa dei giocatori convocati per l'European Golden League 2024.
| N° | Nome                 | Ruolo | Data di nascita   | Squadra         |
| -- | -------------------- | ----- | ----------------- | --------------- |
| 1  | Augusto Colito       | O     | 23 gennaio 1997   | Corona Brașov   |
| 2  | José Villalba        | S     | 1º marzo 2000     | Río Duero Soria |
| 3  | Víctor Rodríguez     | S     | 21 settembre 1998 | Almería         |
| 4  | Álvaro Gimeno        | O     | 27 settembre 1999 | Aalst           |
| 5  | Rubén Lorente        | P     | 2 maggio 1998     | Teruel          |
| 7  | Jordi Ramón          | S     | 9 luglio 1999     | Cisterna        |
| 8  | Unai Larrañaga       | L     | 9 maggio 2000     | Guaguas         |
| 9  | Rubén López          | C     | 30 maggio 1999    | Melilla         |
| 10 | Daniel Ruiz          | L     | 28 giugno 1995    | Montpellier     |
| 11 | Miguel Ángel De Amo  | P     | 16 settembre 1985 | Guaguas         |
| 12 | Jean Pascal Diedhiou | C     | 8 ottobre 1993    | Guaguas         |
| 14 | Moisés Cézar         | C     | 9 aprile 1893     | San Roque       |
| 27 | Alejandro Ribas      | C     | 27 maggio 2004    | Manacor         |
| 77 | Adrián Olalla        | S     | 6 giugno 2001     | Río Duero Soria |
| 98 | Francisco Iribarne   | S     | 13 luglio 1998    | Maaseik         |

## Risultati

### Competizioni FIVB
| 1964 | non qualificata | -            |
| 1968 | non qualificata | -            |
| 1972 | non qualificata | -            |
| 1976 | non qualificata | -            |
| 1980 | non qualificata | -            |
| 1984 | non qualificata | -            |
| 1988 | non qualificata | -            |
| 1992 | 8º posto        | Convocazioni |
| 1996 | non qualificata | -            |
| 2000 | 9º posto        | Convocazioni |
| 2004 | non qualificata | -            |
| 2008 | non qualificata | -            |
| 2012 | non qualificata | -            |
| 2016 | non qualificata | -            |
| 2020 | non qualificata | -            |
| 2024 | non qualificata | -            |

| 1949 | non qualificata | -            |
| 1952 | non qualificata | -            |
| 1956 | non qualificata | -            |
| 1960 | non qualificata | -            |
| 1962 | non qualificata | -            |
| 1966 | non qualificata | -            |
| 1970 | non qualificata | -            |
| 1974 | non qualificata | -            |
| 1978 | non qualificata | -            |
| 1982 | non qualificata | -            |
| 1986 | non qualificata | -            |
| 1990 | non qualificata | -            |
| 1994 | non qualificata | -            |
| 1998 | 8º posto        | Convocazioni |
| 2002 | 13º posto       | Convocazioni |
| 2006 | non qualificata | -            |
| 2010 | 12º posto       | Convocazioni |
| 2014 | non qualificata | -            |
| 2018 | non qualificata | -            |
| 2022 | non qualificata | -            |

| 1965 | non qualificata | -            |
| 1969 | non qualificata | -            |
| 1977 | non qualificata | -            |
| 1981 | non qualificata | -            |
| 1985 | non qualificata | -            |
| 1989 | non qualificata | -            |
| 1991 | non qualificata | -            |
| 1995 | non qualificata | -            |
| 1999 | 6º posto        | Convocazioni |
| 2003 | non qualificata | -            |
| 2007 | 5º posto        | Convocazioni |
| 2011 | non qualificata | -            |
| 2015 | non qualificata | -            |
| 2019 | non qualificata | -            |
| 2023 | non qualificata | -            |

### Competizioni CEV
| 1948 | non qualificata | -            |
| 1950 | non qualificata | -            |
| 1951 | non qualificata | -            |
| 1955 | non qualificata | -            |
| 1958 | non qualificata | -            |
| 1963 | non qualificata | -            |
| 1967 | non qualificata | -            |
| 1971 | non qualificata | -            |
| 1975 | non qualificata | -            |
| 1977 | non qualificata | -            |
| 1979 | non qualificata | -            |
| 1981 | 12º posto       | Convocazioni |
| 1983 | non qualificata | -            |
| 1985 | 12º posto       | Convocazioni |
| 1987 | 12º posto       | Convocazioni |
| 1989 | non qualificata | -            |
| 1991 | non qualificata | -            |
| 1993 | 11º posto       | Convocazioni |
| 1995 | non qualificata | -            |
| 1997 | non qualificata | -            |
| 1999 | non qualificata | -            |
| 2001 | non qualificata | -            |
| 2003 | 8º posto        | Convocazioni |
| 2005 | 4º posto        | Convocazioni |
| 2007 | 1º posto        | Convocazioni |
| 2009 | 9º posto        | Convocazioni |
| 2011 | non qualificata | -            |
| 2013 | non qualificata | -            |
| 2015 | non qualificata | -            |
| 2017 | 16º posto       | Convocazioni |
| 2019 | 15º posto       | Convocazioni |
| 2021 | 20º posto       | Convocazioni |
| 2023 | 17º posto       | Convocazioni |

| 2004 | non qualificata | -            |
| 2005 | 3º posto        | Convocazioni |
| 2006 | 6º posto        | Convocazioni |
| 2007 | 1º posto        | Convocazioni |
| 2008 | non qualificata | -            |
| 2009 | 2º posto        | Convocazioni |
| 2010 | 2º posto        | Convocazioni |
| 2011 | 2º posto        | Convocazioni |
| 2012 | 3º posto        | Convocazioni |
| 2013 | 6º posto        | Convocazioni |
| 2014 | non qualificata | -            |
| 2015 | non qualificata | -            |
| 2016 | non qualificata | -            |
| 2017 | non qualificata | -            |
| 2018 | 9º posto        | Convocazioni |
| 2019 | 5º posto        | Convocazioni |
| 2021 | 7º posto        | Convocazioni |
| 2022 | 6º posto        | Convocazioni |
| 2023 | non qualificata | -            |
| 2024 | 6º posto        | Convocazioni |
| 2025 | 6º posto        | Convocazioni |

### Competizioni estinte
| 1990 | non qualificata | -            |
| 1991 | non qualificata | -            |
| 1992 | non qualificata | -            |
| 1993 | non qualificata | -            |
| 1994 | non qualificata | -            |
| 1995 | 7º posto        | Convocazioni |
| 1996 | 10º posto       | Convocazioni |
| 1997 | 9º posto        | Convocazioni |
| 1998 | 8º posto        | Convocazioni |
| 1999 | 5º posto        | Convocazioni |
| 2000 | 11º posto       | Convocazioni |
| 2001 | 9º posto        | Convocazioni |
| 2002 | 5º posto        | Convocazioni |
| 2003 | 5º posto        | Convocazioni |
| 2004 | 7º posto        | Convocazioni |
| 2005 | non qualificata | -            |
| 2006 | non qualificata | -            |
| 2007 | non qualificata | -            |
| 2008 | 13º posto       | Convocazioni |
| 2009 | non qualificata | -            |
| 2010 | non qualificata | -            |
| 2011 | non qualificata | -            |
| 2012 | non qualificata | -            |
| 2013 | non qualificata | -            |
| 2014 | 25º posto       | Convocazioni |
| 2015 | 25º posto       | Convocazioni |
| 2016 | 32º posto       | Convocazioni |
| 2017 | 26º posto       | Convocazioni |